# Grube Elisabetha
Die Grube Elisabetha war ein Eisenerzbergwerk bei Waldgirmes (Gemeinde Lahnau) im Lahn-Dill-Kreis. Die Grube lag nördlich von Waldgirmes im Bereich der heutigen Grillhütte.

## Geschichte
Die Grube Elisabetha wurde nach Muthung am 15. Oktober 1855 am 9. Juli 1857 an die Gewerkschaft Gourde und Bertine zur Wilhelmswalze zusammen mit dem Gemeindenehmer Lepper aus Waldgirmes verliehen. Nachdem am 31. März 1867 das Bergrecht auf die Gewerkschaft Schalker Gruben und dem Hüttenverein Wetzlar übergegangen war, wurden auf dem Grubenfeld Untersuchungsarbeiten durchgeführt. In der Nähe des Mayer`schen Phosphorbetriebes konnte im Jahre 1872 ein ca. 1 m mächtiges Brauneisensteinlager nachgewiesen werden, das im Jahre 1873 durch einige Strecken und Schächte untersucht wurde. 1894 wurde der Betrieb wegen Geringhaltigkeit der Erze wieder eingestellt.
Die Gelsenkirchener Bergwerks-AG erwarb die Grube am 13. Juli 1907. Tätigkeiten durch diesen Eigentümer sind nicht bekannt. Nachdem die Vereinigten Stahlwerke AG in Düsseldorf die Grube am 18. Januar 1927 erworben hatte, ging sie am 12. Mai 1953 an die Barbara Rohstoffbetriebs GmbH über.
Heute ist von dem alten Bergbau nur noch wenig zu sehen.